# Dimitri Qvintus
Dimitri Qvintus, född 1987 i 

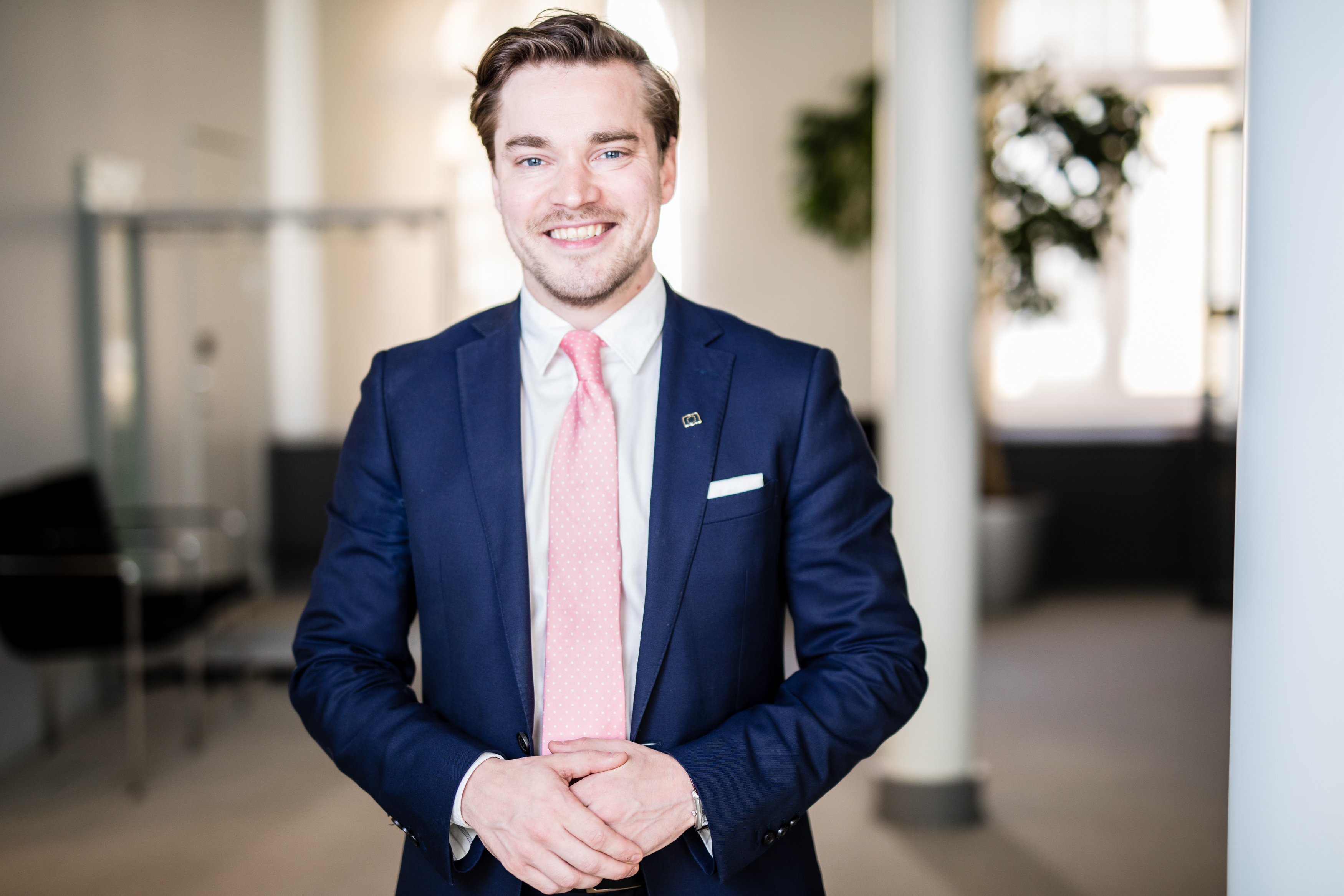

Idensalmi i Norra Savolax, är en finsk politiker och ordförande i Finlands svenska socialdemokrater (FSD) sedan hösten 2021.
Qvintus, som växte upp i en finskspråkig familj, flyttade med dem till Esbo som sexåring där han gick i musikklass. Han började prata svenska i tonåren när han tränade fotboll i Kyrkslätt idrottsförening och betecknar sig idag som tvåspråkig.
Han är utbildad journalist och har varit specialmedarbetare med ansvar för medierelationer och kommunikation för statsminister Sanna Marin och tidigare statsminister Antti Rinne. Sedan 2020 är han  chef för samhällsrelationer på läkemedelskoncernen Bayer AG i Finland. Ordförandeskapet för FSD är ett förtroendeuppdrag som han sköter  på fritiden.
Qvintus har tagit ställning för det svenska i Finland både som debattör och politisk medarbetare och har på Facebook och sin blogg på Iltalehti uppmanat rikspolitiker att tala svenska. Han är också initiativtagare till kampanjen "Puhu ruotsia joukkoliikenteessä" (Tala svenska i lokaltrafiken) som är en reaktion på de hot och trakasserier som riktas mot svensktalande.
Qvintus fick Folktingets förtjänstmedalj 2020 och 2022 utsågs han till sommarpratare i radioprogrammet Vegas sommarpratare i YLE.
Han ställde upp som kandidat i Europaparlamentsvalet 2024 för Socialdemokraterna men blev inte vald.